# شریکا جکسون
شریکا جکسون (انگلیسی: Shericka Jackson؛ زادهٔ ۱۶ ژوئیهٔ ۱۹۹۴) دونده اهل جامائیکا است.
وی در مسابقات کشوری و بین‌المللی در مجموع برندهٔ ۴ مدال طلا، ۲ مدال نقره، ۴ مدال برنز شده‌است.